# Schloss Lerchenhof

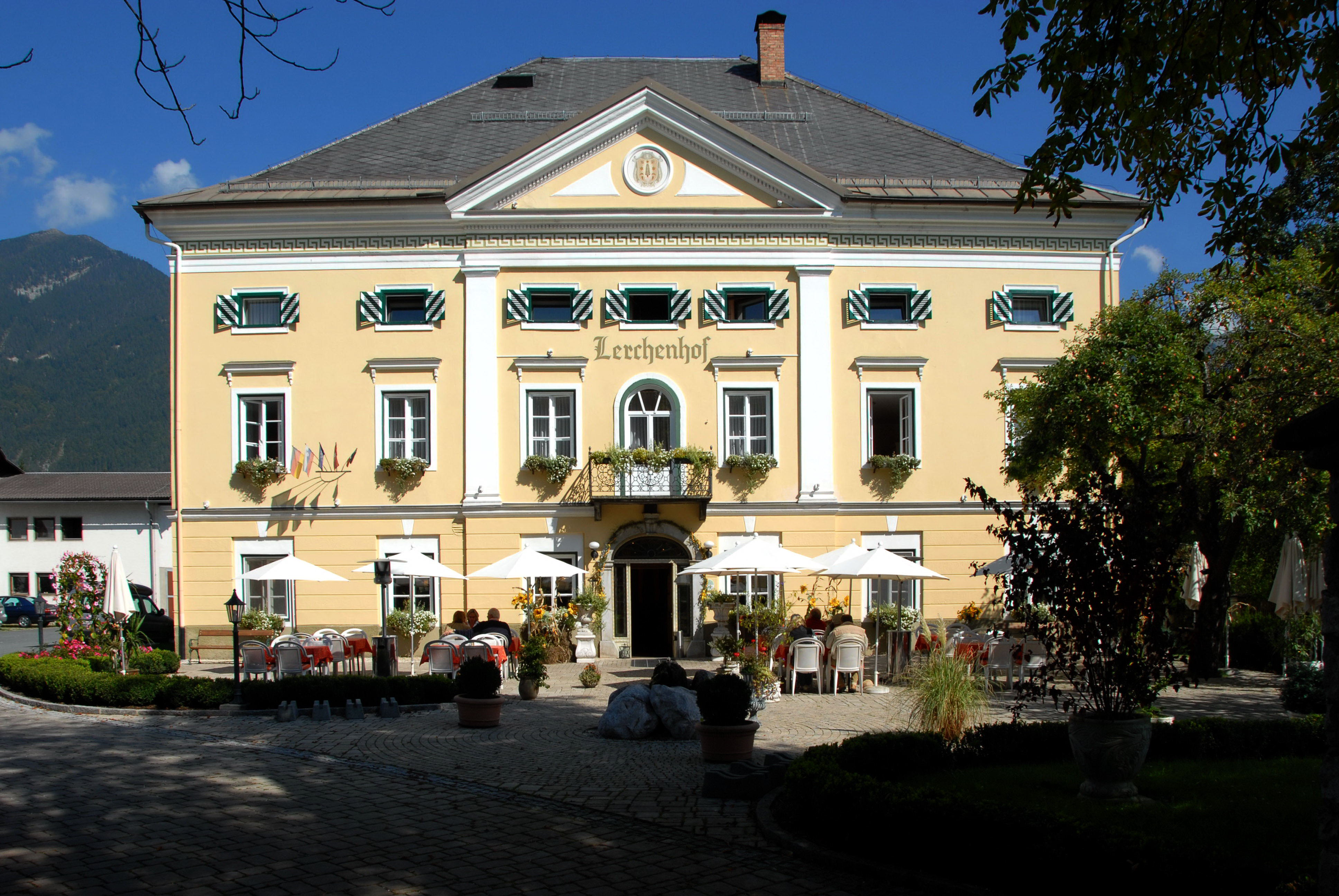
Schloss Lerchenhof (2006)

Schloss Lerchenhof ist ein in den Jahren 1848 bis 1851 als Herrschaftssitz errichtetes Bauwerk in Untermöschach, einer Ortschaft in der Stadtgemeinde Hermagor-Pressegger See in Kärnten. Das denkmalgeschützte Gebäude wird heute als Gasthaus und Hotel genutzt.

## Geschichte
Der Lerchenhof steht in Untermöschach an der Straße nach Weißbriach, in etwa zwei Kilometer Entfernung zum Stadtzentrum von Hermagor. Das Gebäude wurde von 1848 bis 1851 als Herrschaftssitz des Freiherrn Julius von Wodley, Sohn des einige Jahre zuvor verstorbenen Montanindustriellen Bartholomäus Wodley, zu dessen bevorstehender Heirat errichtet. Der Baumeister war vermutlich Domenico Venchiarutti. Wodley verstarb allerdings noch vor der Fertigstellung des Lerchenhofs bei einem Jagdunfall. Durch Vererbung und Anheirat gelangte der Lerchenhof in den Besitz des unmittelbar angrenzenden Steinwender-Hofes. 1928 wurde der Gesamtbesitz des Steinwender-Anwesens zwischen zwei Söhnen aufgeteilt. Den Lerchenhof übernahm Hans Steinwender. Er führte den landwirtschaftlichen Betrieb, erwarb sich besondere Verdienste in der Pferdezucht und leistete viel Öffentlichkeitsarbeit. Der Lerchenhof ist noch heute in Besitz seiner Nachkommen.
Im Jahr 1939 wurde der Lerchenhof unter Denkmalschutz gestellt. Er wird vom Amt für Denkmalschutz urkundlich als „Schloss Lerchenhof“ bezeichnet. Das Gebäude wird heute als Gasthaus und Hotel genutzt.

## Baubeschreibung
Schloss Lerchenhof gilt als Vorzeigebeispiel für die spätklassizistische-biedermeierliche Architektur in Kärnten. Das auf rechteckigem Grundriss errichtete Gebäude hat drei Geschoße. Die Frontseite hat sieben Fensterachsen, wobei die drei mittleren Achsen von toskanischen Pilastern zu einem geringfügig vortretenden Risalit zusammengefasst sind, der von einem großen Dreiecksgiebel bekrönt ist. Im Giebel befindet sich ein gemaltes Wappen und die Jahreszahl 1631. Die Fassade ist verputzt, das Erdgeschoß genutet und von einem profilierten Gesims abgeschlossen. Die Erdgeschoßfenster sind vertieft eingesetzt, die Obergeschoßfenster von kräftigen Verdachungen bekrönt. Nur das mittlere Obergeschoßfenster ist wie das Portal rundbogig.